# Алфред Ворден
Алфред Мерил "Ал" Ворден (енгл. Alfred Merrill "Al" Worden; Џексон, 7. фебруар 1932 — Шугар Ланд, 18. март 2020) био је амерички пилот, ваздухопловни инжењер, астронаут. Изабран је за астронаута 1966. године.
Пре него што је изабран за астронаута, летео је као борбени пилот у Америчком ратном ваздухопловству. У службу је ступио 1955. Обављао је разне дужности, а селекција за астронаута га је затекла у својству инструктора у елитној школи за пробне пилоте при Ратном ваздухопловству САД. У фебруару 1965. године и сам Ворден је завршио школу за пробне пилоте у Енглеској, а септембра исте године и еквивалентни курс при Ратном ваздухопловству САД, у ваздухопловној бази Едвардс, Калифорнија.
У свемир је полетео једном, као пилот командног модула на мисији Аполо 15, лета 1971. године. Током овог лета забележио је једну свемирску шетњу, тако поставши први астронаут који је извео шетњу у дубоком свемиру. Такође, један је од 24 човека који су путовали на Месец. У свемиру је провео 12 дана. Био је члан резервне посаде лета Аполо 12 и помоћне посаде за Аполо 9. Пензионисао се септембра 1975. у чину пуковника. Гинисова књига рекорда га је уврстила у своје алманахе као најизолованије људско биће. У тренуцима кад су његове колеге са Апола 15, Скот и Ирвин, ходали по Месецу, Ворден је од њих, као најближих му људских бића, био удаљен непуних 3,597 km, у Месечевој орбити. Међутим, Вордену то није представљало проблем, јер како је и сам наводио, током каријере борбеног пилота је навикао да буде сам.
Након завршетка војне и летачке каријере, Ворден је најпре био председник компаније Maris Worden Aerospace, Inc., а онда и потпредседник BF Goodrich Aerospace. Био је на високој функцији и у фондацији свог колеге са Апола 15, Џима Ирвина. До 2011. године се налазио на месту председника и астронаутске фондације, а један је од последљих Аполо астронаута који су учестововали у програму Сусрет са астронаутом, где су љубитељи космичких летова и астронаутике могли да разговарају, па чак и вечерају са астронаутима у Свемирском центру Кенеди. Године 2018. придружио се као консултант организацији Back to Space у циљу подршке идућој генерацији за пут на Марс путем филмова.
Током каријере забележио је преко 4.000 часова лета, и више од 2.500 на млазњацима.
Средњу школу је завршио у родном граду. Годину дана је похађао Универзитет Мичиген, да би потом био примљен на Војну академију САД. Дипломирао је војне науке на Вест Поинту 1955. године. Магистрирао је астронаутичку, ваздухопловну и инструментациону технику на Универзитету Мичиген 1963. године. У младости је био активан у Младим извиђачима САД, и завредео чин First Class Scout. Члан је неколико кућа славних и носилац бројних друштвених признања, цивилних и војних одликовања. Алфред Ворден је преминуо 18. марта 2020. године у Шугар Ланду, Тексас, од последица шлога. Имао је 88 година. Женио се три пута, а иза себе је оставио троје деце и једну пасторку.

## Инцидент са поштанским маркицама
Након мисије Аполо 15, дошло се до сазнања да су астронаути неовлашћено носили са собом на Месец 398 комеморативних поштанских маркица. Од укупног броја, њих 100 је продато једном немачком трговцу. Приходи од продаје требало је да оду у фонд за децу посаде лета. Мада није реч ни о чему незаконитом, и иако је НАСА раније умела да зажмури на једно око код оваквих случајева, овога пута је реакција била строга — нити један од астронаута са Апола 15 није поново полетео у свемир, а високу цену је платио и Џек Свајгерт, који је на саслушању рекао како није знао за целу ситуацију, да би потом признао да ипак јесте, што га је коштало места пилота командног модула на лету Аполо-Сојуз. Сам Ворден је истакао како није он крив за то, већ је насловнице донео командант лета.

## Мишљење о ванземаљцима
У програму "Добро јутро, Британијо" септембра 2017. на питање да ли верује да постоје ванземаљци тамо негде, одговорио је "како су људска бића ванземаљци који су на Земљу дошли из свемира", што је теза коју поткрепљује веровањем Сумераца.

## Галерија
- Алфред Ворден (стоји, први здесна) са колегама пилотима као полазник школе за пробне пилоте Ратног ваздухопловства САД, 1964. године
- Алфред Ворден током тренинга за мисију, 1971. године
- Посада Апола 15, слева надесно: Џејмс Ирвин, Дејвид Скот и Ворден, 1971. године
- Последње припреме пред лет, Алфред Ворден 1971. године
- Алфред Ворден, први Американац у свемирској шетњи дубоким свемиром, 1971. године
- Алфред Ворден на сплавчићу након слетања Апола 15 у Тихи океан, 1971. године
- Алфред Ворден на пријему награде НАСА Амбасадор истраживања, 2009. године
- Бивши астронаути Скот, Ворден, Мекбрајд и Кабана (здесна налево), 2016. године
- Алфред Ворден, 2019. године